# اریک بانا
اریک بانا (به انگلیسی: Eric Bana) بازیگر استرالیایی با نام کامل اریک بانادینویچ در سال ۱۹۶۸ در ملبورن استرالیا دیده بر جهان گشود. پدرش که اصالتاً اهل کرواسی بود، ایوان بانادینویچ نام داشت و مادرش به نام الینور بانادینویچ که اصالتاً آلمانی بود، یک آرایشگر بود.
اریک در دوران کودکی یکی از محبوب‌ترین شاگردان مدرسه بود و دلیل آن هم تقلید رفتارهای معلمش بود که همه را به وجد می‌آورد و همین هم سبب شد تا وی به هنر بازیگری علاقه‌مند شده و به دنبال کسب تجربه در این راه قدم بردارد. وی در سال ۱۹۹۱ در یک میخانه مشغول به فعالیت شد و همزمان به عنوان یک کمدین صحنه‌ای فعالیت می‌کرد. کم‌کم پس از چندین اجرا، پای اریک به تلویزیون کشیده شده و موفق شد در شوی استیو ویزارد به نام «همین امشب با استیو ویزارد» حضور پیدا کند و پس از مدت کوتاهی به مجموعه تلویزیونی «Full Frontal» ملحق شد. اریک در سال ۱۹۹۷ پس از سال‌ها تجربه، موفق به ایجاد شوی شخصی خودش به نام «شوی زنده اریک بانا» شد اما مدتی بعد این شوی تلویزیونی کنسل شد، با این حال اریکا بانا کماکان برای اجراهای کمدی‌اش نزد مردم محبوب بود.
حضور در فیلم موفق «قلعه»، اولین حضور سینمایی اریک بانا در پرده نقره‌ای محسوب می‌شد. اما حضور در فیلم «چاپر» که بانا برای بازی در آن مشقت‌ها و مشکلات زیادی را تحمل کرده بود، در سطح بین‌المللی موفقیت‌های زیادی را کسب کرد و شخصِ بانا جوایز بسیاری برای بازی در این فیلم کسب کرد و همین موفقیت سبب شد تا ریدلی اسکات برای بازی در فیلم «سقوط شاهین سیاه» از او دعوت بعمل بیاورد و به این ترتیب، پای او به هالیوود باز شود. موفقیت‌های «سقوط شاهین سیاه» در هالیوود سبب شد تا اریک بانا به عنوان چهره‌ای تازه در هالیوود مطرح باشد و بتواند با بازی در نقش " هالک " در فیلم «هالک» (۲۰۰۳)، تبدیل به یک چهره برجسته سینمایی شود.

## فیلم‌شناسی
- چاپر (۲۰۰۰)
- سقوط شاهین سیاه (۲۰۰۱)
- هالک (۲۰۰۳)
- تروآ (۲۰۰۴)
- مونیخ (۲۰۰۵)
- دختر دیگر بولین (۲۰۰۸)
- آدم‌های بامزه (۲۰۰۹)
- پیشتازان فضا (۲۰۰۹)
- همسر مسافر زمان (فیلم) (۲۰۰۹)
- هانا (۲۰۱۱)
- پاییز مرگ
- سقوط مرگبار (۲۰۱۲)
- مدار بسته (فیلم ۲۰۱۳) (۲۰۱۳)
- تنها بازمانده (۲۰۱۳)
- از شر شیطان نجاتمان ده (۲۰۱۴)
- بهترین ساعات (۲۰۱۶)
- خبرنگاران ویژه (۲۰۱۶)
- دست‌نوشته محرمانه (۲۰۱۶)
- شاه آرتور: افسانه شمشیر (۲۰۱۷)
- بازگشت به اوت‌بک (۲۰۲۱)